# 黃桃罐頭

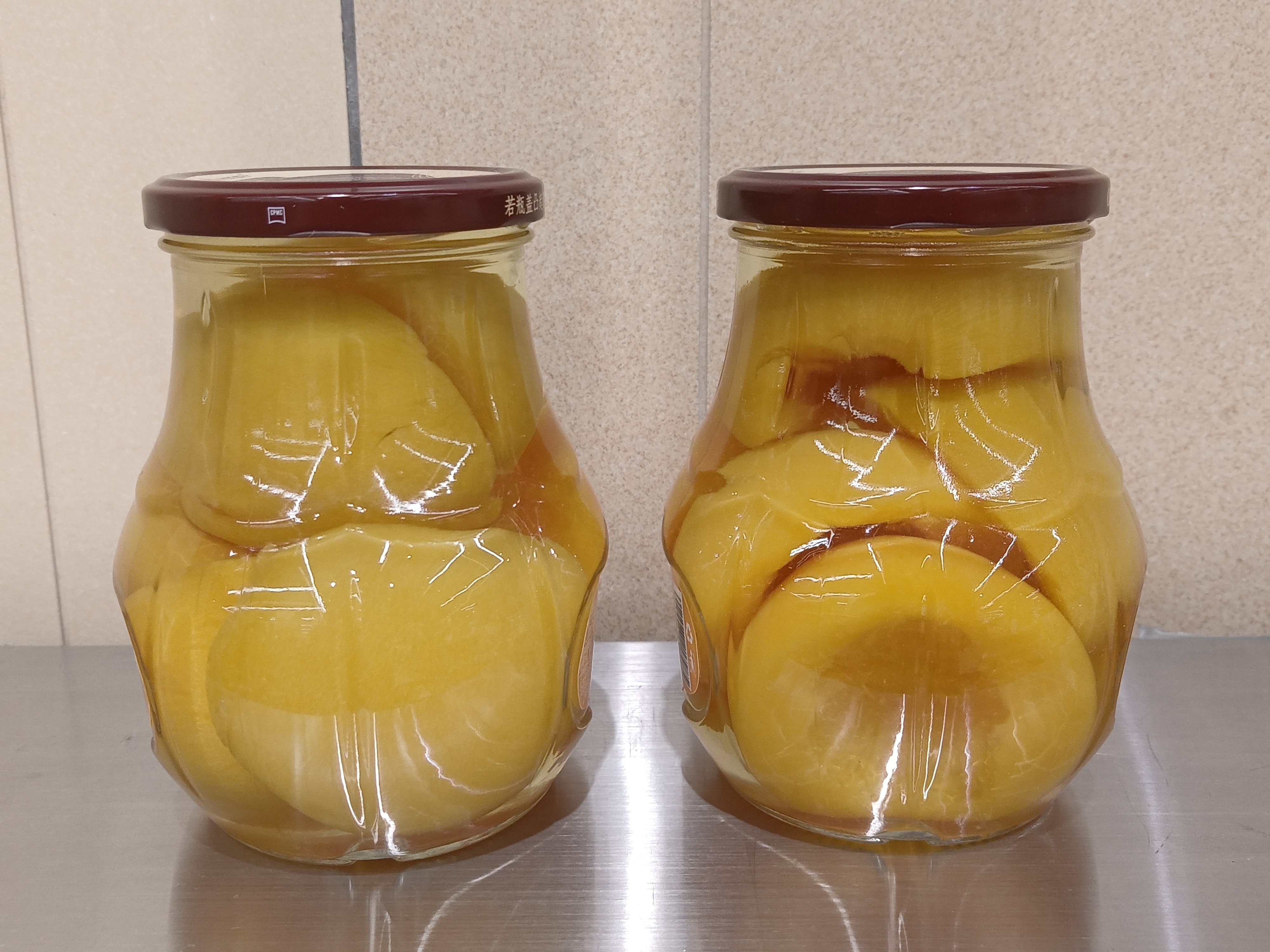
两个黄桃罐头

黃桃罐頭，是中國北方省份一種用黃桃製成的水果罐裝食品，被认为是一种疗愈食物。

## 民俗
中國北方民眾習慣在看病時為看病對象送黃桃罐頭，以表示重視和關心。當地人也相傳黃桃罐頭有食療功效，能治百病。以致在2019冠狀病毒病中國大陸疫情結束後，因藥物短缺，而有民眾認為黃桃罐頭有促進康復功效，導致大量民眾囤積黃桃罐頭。